# Basilika Therma

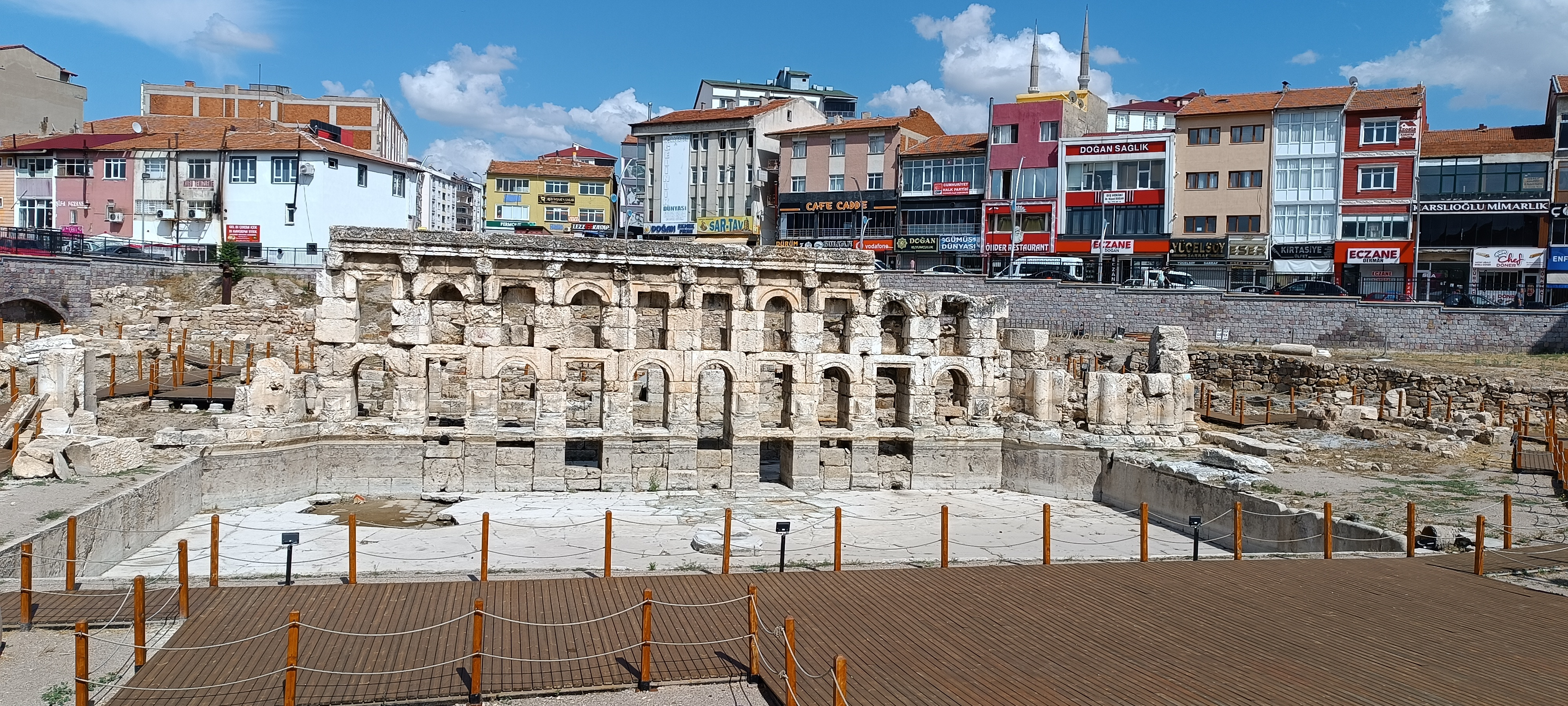
Photographie des vestiges des thermes de Basilika Therma, dans la ville actuelle de Sarıkaya.

Basilica Therma ou Basilika Therma) (en turc : Kral Kızı Hamamı ou Sarıkaya Roma Hamamı) est une ancienne cité thermale romaine située dans l'actuelle province turque de Yozgat. Il pourrait s'agir de la même cité que celle d'Aquae Saravenae, sans que les historiens s'accordent sur cette identification.

## Histoire
La ville voit ses origines remonter au IIe siècle et reste active sous l'Empire byzantin, avant d'être conquise et incluse dans le sultanat de Roum puis dans l'Empire ottoman. Elle comprend des thermes d'une certaine importance, avec trois piscines distinctes. La principale a des eaux d'une température proche de 45 degrés, la piscine intérieure est plus petite et comprend plusieurs échelles et la troisième, perpendiculaire à la deuxième, est alimentée directement depuis le sol. 
Les thermes sont mentionnés dans l'Atlas de Ptolémée, sous le nom grec de Σαρούηνα (Sarouena). Dans les sources latines, ils sont connus comme Aquae Saravenae.
Le site a été ajouté en 2018 à la liste indicative du patrimoine mondial de l'Unesco en Turquie. 